# Lucjusz Mummiusz Achajski
Lucjusz Mummiusz (ur. ok. 193 p.n.e., zm. ok. 140 p.n.e.) – rzymski polityk i dowódca. Po zwycięskiej wojnie ze Związkiem Achajskim otrzymał przydomek (agnomen) Achaicus. Podporządkował władzy rzymskiej całą Grecję.
Był synem Lucjusza Mummiusza trybuna ludowego w 187 p.n.e. i pochodził prawdopodobnie z Labici, miejscowości położonej w Lacjum około 20 km na południowy wschód od Rzymu. Biorąc pod uwagę cursus honorum i ograniczenia wiekowe wynikające z lex Villia Annalis dla sprawowania pretury, można przyjąć datę urodzenia na ok. 193 p.n.e.
W 153 p.n.e. Mummiusz został pretorem w Hiszpanii Dalszej (Hispania Ulterior)  i był pierwszym dowódcą rzymskim, który z sukcesem podjął walkę z powstaniem Luzytanów w latach 155–150 p.n.e. Odniósł zwycięską bitwę, choć w wyniku nagłego zwrócenia ściganego w nieładzie przeciwnika doznał porażki i utracił obóz. Dzięki kolejnym zwycięstwom uwolnił od oblężenia Okilę, miasto w Luzytanii. Został nagrodzony triumfem.
W 146 p.n.e. jako konsul na czele dwóch legionów został mianowany dowódcą w wojnie achajskiej, którą rozpoczął Kwintus Cecyliusz Metellus Macedoński. Na przełomie sierpnia i września 146 p.n.e. Mummiusz odniósł łatwe zwycięstwo nad nieudolnym Diajosem pod Leukopetrą na Istmie i wkroczył do Koryntu po pokonaniu sił obrońców. Wszyscy mężczyźni w Koryncie poszli pod miecz, a kobiety i dzieci w niewolę, natomiast posągi, malowidła i dzieła sztuki wysłano statkami do Rzymu. Sam Korynt na polecenie senatu obrócono w ruinę. Jednakże co najmniej dwóch antycznych autorów podaje relacje, które sugerują, że Korynt nie został całkowicie zburzony. Zniszczenie Koryntu oznaczało koniec wolnej Grecji, której ziemie pod nazwą Achaja były zarządzane odtąd przez namiestnika Macedonii.
W trakcie rozstrzygania kolejnych spraw jako prokonsul w Grecji, Mummiusz posiadał znaczne uprawnienia administracyjne oraz reprezentował wysoki poziom sprawiedliwości i uczciwości, czym zyskał sobie szacunek mieszkańców. Szczególnie strzegł się obrażania uczuć religijnych. Ofiarował świątyni w Olimpie dar wotywny w postaci posągu Zeusa z brązu oraz fryzu 21 pozłacanych tarcz. Na Beotów, mieszkańców Chalkidy i Achajów nałożył kontrybucję, natomiast miasta, które walczyły z Rzymianami zostały pozbawione murów i uzbrojenia oraz swych rad plemiennych (koina), które zastąpili urzędnicy mający odpowiedni status majątkowy. Po powrocie do Rzymu w 145 p.n.e. Mummiusz został uhonorowany triumfem i był pierwszym homo novus pochodzenia plebejskiego, który otrzymał agnomen za zasługi wojenne.
W 145 p.n.e. był prokonsulem w Grecji. W 142 p.n.e. został cenzorem razem ze Scypionem Afrykańskim, którego surowość często doprowadzała do konfliktów z łagodniejszym kolegą. Wspólnie odnowili most Emiliusza (pons Aemilius) na Tybrze, wybudowany przez Marka Emiliusza Lepidusa i ozdobili Kapitol.
Wzniósł w Rzymie teatr, w którym wykorzystał wzorce greckie dla poprawy warunków akustycznych i siedzeń. Sprowadził do Rzymu naczynia miedziane wykorzystywane w teatrach kamiennych do wzmacniania rezonansu głosu śpiewaków i aktorów. Prawdopodobnie wybudował świątynię Herkulesa Zwycięskiego (Hercules Victor) na Forum Boarium z łupów z wojny achajskiej. Jak zauważył Cyceron, Lucjusz był niezłym mówcą, a styl jego przemówień był "prosty i staroświecki".
Jego bratem był Spuriusz Mummiusz, który jako legat towarzyszył mu w Koryncie. Według Pliniusza Starszego zmarł nie pozostawiwszy córce posagu, o który zadbał senat. Z tego wyciągany jest przez badaczy wniosek, że śmierć Mummiusza nastąpiła niespodziewanie krótko po wygaśnięciu urzędu cenzora w 141 p.n.e. Prawnuczka Mummiusza o imieniu Mummia Achaika była matką cesarza Galby.